# Arcidiocesi di Gwangju
L'arcidiocesi di Gwangju (in latino Archidioecesis Kvangiuensis) è una sede metropolitana della Chiesa cattolica in Corea. Nel 2021 contava 365.528 battezzati su 3.356.678 abitanti. È retta dall'arcivescovo Simon Ok Hyun-jjn.

## Territorio
L'arcidiocesi comprende l'area metropolitana di Gwangju e la provincia di Sud Jeolla in Corea del Sud.
Sede arcivescovile è la città di Gwangju, dove si trova la Im-dong Cathedral.
Il territorio è suddiviso in 140 parrocchie.

## Storia
La prefettura apostolica di Kwoszu fu eretta il 13 aprile 1937 con la bolla Quidquid Christi Evangelio di papa Pio XI, ricavandone il territorio dal vicariato apostolico di Taiku (oggi arcidiocesi di Daegu).
Il 12 luglio 1950 assunse il nome di prefettura apostolica di Kwangju.
Il 21 gennaio 1957 la prefettura apostolica fu elevata a vicariato apostolico con la bolla Nil gratius di papa Pio XII.
Il 10 marzo 1962 il vicariato apostolico fu elevato al rango di arcidiocesi metropolitana con la bolla Fertile Evangelii semen di papa Giovanni XXIII.
Il 28 giugno 1971 ha ceduto una porzione del proprio territorio a vantaggio dell'erezione della prefettura apostolica di Cheju (oggi diocesi di Jeju).

## Cronotassi dei vescovi
Si omettono i periodi di sede vacante non superiori ai 2 anni o non storicamente accertati.
- Owen MacPolin, S.S.C.M.E. † (13 aprile 1937 - 1942 dimesso)
  - Sede vacante (1942-1948)
- Patrick Thomas Brennan, S.S.C.M.E. † (12 novembre 1948 - 24 settembre 1950 deceduto)
  - Sede vacante (1950-1954)
- Harold William Henry, S.S.C.M.E. † (ottobre 1954[2] - 28 giugno 1971 nominato amministratore apostolico di Cheju[3])
  - Sede vacante (1971-1973)
- Victorinus Youn Kong-hi (25 ottobre 1973 - 30 novembre 2000 ritirato)
- Andreas Choi Chang-mou (30 novembre 2000 succeduto - 25 marzo 2010 dimesso)
- Hyginus Kim Hee-jong (25 marzo 2010 succeduto - 19 novembre 2022 ritirato)
- Simon Ok Hyun-jjn, dal 19 novembre 2022

## Statistiche
L'arcidiocesi nel 2021 su una popolazione di 3.356.678 persone contava 365.528 battezzati, corrispondenti al 10,9% del totale.
| anno | popolazione | popolazione | popolazione | presbiteri | presbiteri | presbiteri | presbiteri                | diaconi | religiosi | religiosi | parrocchie |
| anno | battezzati  | totale      | %           | numero     | secolari   | regolari   | battezzati per presbitero | diaconi | uomini    | donne     | parrocchie |
| ---- | ----------- | ----------- | ----------- | ---------- | ---------- | ---------- | ------------------------- | ------- | --------- | --------- | ---------- |
| 1949 | 6.978       | 3.295.000   | 0,2         | 23         | 4          | 19         | 303                       |         |           | 3         | 23         |
| 1970 | 75.057      | 4.688.404   | 1,6         | 150        | 87         | 63         | 500                       |         | 77        | 154       | 43         |
| 1980 | 81.736      | 4.028.000   | 2,0         | 69         | 33         | 36         | 1.184                     |         | 61        | 157       | 50         |
| 1990 | 175.833     | 3.777.723   | 4,7         | 107        | 75         | 32         | 1.643                     |         | 96        | 362       | 60         |
| 1999 | 262.279     | 3.492.725   | 7,5         | 167        | 137        | 30         | 1.570                     |         | 119       | 460       | 88         |
| 2000 | 273.552     | 3.515.998   | 7,8         | 176        | 144        | 32         | 1.554                     |         | 154       | 503       | 90         |
| 2001 | 281.493     | 3.517.902   | 8,0         | 195        | 182        | 13         | 1.443                     |         | 119       | 498       | 96         |
| 2002 | 288.602     | 3.509.841   | 8,2         | 204        | 190        | 14         | 1.414                     |         | 144       | 541       | 97         |
| 2003 | 294.771     | 3.461.146   | 8,5         | 223        | 200        | 23         | 1.321                     |         | 101       | 653       | 100        |
| 2004 | 301.448     | 3.425.105   | 8,8         | 228        | 201        | 27         | 1.322                     |         | 134       | 562       | 102        |
| 2010 | 329.951     | 3.373.315   | 9,8         | 270        | 211        | 59         | 1.222                     |         | 178       | 544       | 119        |
| 2013 | 342.380     | 3.415.706   | 10,0        | 279        | 225        | 54         | 1.227                     |         | 148       | 493       | 131        |
| 2016 | 355.923     | 3.430.216   | 10,4        | 302        | 245        | 57         | 1.178                     |         | 193       | 526       | 137        |
| 2019 | 363.697     | 3.398.163   | 10,7        | 308        | 248        | 60         | 1.180                     |         | 118       | 522       | 138        |
| 2021 | 365.528     | 3.356.678   | 10,9        | 321        | 268        | 53         | 1.138                     |         | 120       | 513       | 140        |